# Escola Universitària d'Infermeria (UB)
L'Escola Universitària d'Infermeria està ubicada en el Campus de Ciències de la Salut de Bellvitge (L'Hospitalet de Llobregat) i té els seus antecedents històrics a l'Hospital Clínic i a la Facultat de Medicina de Barcelona. La ubicació actual fou inaugurada a l'abril de 1992.
En l'actualitat s'imparteixen els estudis següents: 
- Ensenyaments de grau: Infermeria i Podologia
- Especialitats d'infermera: Infermera especialista en Salut Materno-infantil (Llevadora)
- Màsters i Cursos de Postgrau.